# Condado de Casa Rojas
El condado de Casa Rojas es un título nobiliario español creado, por real decreto el 18 de diciembre de 1789 y real despacho del 24 de junio de 1790, por el rey Carlos IV, con el vizcondado previo de Casa Recaño, a favor de José Pedro de Rojas y Recaño de La Torre, caballero profeso de la Orden de Santiago, y teniente general y almirante de la Real Armada.

## Condes de Casa Rojas
|                        | Titular                                  | Periodo                |
| Creación por Carlos IV | Creación por Carlos IV                   | Creación por Carlos IV |
| ---------------------- | ---------------------------------------- | ---------------------- |
| I                      | José Pedro de Rojas y Recaño de La Torre | 1790-1794              |
| II                     | Nicolás de Rojas y Espinosa-Blanqueto    | 1794-1812              |
| III                    | José Miguel de Rojas y Pérez de Sarrio   | 1812-1833              |
| IV                     | José de Rojas y Canicia de Franchi       | 1850-1888              |
| V                      | José María de Rojas y Galiano            | 1888-1908              |
| VI                     | José de Rojas y Moreno                   | 1909-1973              |
| VII                    | María Teresa de Rojas y Roca de Togores  | 1974-actual titular    |

## Historia de los condes de Casa Rojas
- José Pedro de Rojas y Recaño de La Torre (Cádiz, bautizado en el Sagrario de la Catedral en el 1702-1794), I conde de Casa Rojas, caballero profeso de la Orden de Santiago desde 1748, jefe de escuadra de marina, teniente general almirante de la Real Armada y capitán general del departamento de Cartagena.[1]

Casó con María Teresa de Espinosa-Blanqueto y Mendoza (n. 1720), hija de Gonzalo de Espinosa-Blanqueto y Ordóñez, gobernador perpetuo de Cádiz, y de María de Mendoza y Álvarez Page. Le sucedió su hijo:
- Nicolás de Rojas y Espinosa-Blanqueto (1746-1812), II conde de Casa Rojas,[3] brigadier de la Real Armada y capitán de navío,  caballero de la Orden de Santiago, maestrante de Sevilla y regidor perpetuo de Cádiz.

Casó con María Luisa Pérez de Sarrio y Ruiz-Dávalos, IV marquesa de Algorfa, hija de Ignacio Pérez de Sarrio, señor de Formentera del Segura, maestrante de Valencia, y de Josefa Ruiz-Dávalos, marquesa de Algorfa. Le sucedió su hijo:
- José Miguel de Rojas y Pérez de Sarrio (Alicante, 27 de junio de 1786[3]-Alicante, 23 de junio de 1833[4]), III conde de Casa Rojas, mayordomo de Semana de Fernando VII, teniente coronel de ingenieros de la Armada, Maestrante de Sevilla y Gran Cruz de San Fernando. Fue notable miniaturista, pintor de afición y académico de honor de la Real Academia de Bellas Artes de San Fernando[3] e hidalgo en los padrones de Alicante de 1827 y 1830.

Casó, en Alicante, el 1 de diciembre de 1817, conMaría del Rosario Catalina y Pasqual de Riquelme (1800-1833), III condesa de Torrellano, hija de Rafael Canicia di Franchi y Baillo de Llanos, VI marqués del Bosch de Arés, grande de España, conde de Torrellano, y de Catalina Pasqual de Riquelme y Vergara, de los marqueses de Beniel y marqueses de Peñacerrada. Sucedió su hijo:
- José de Rojas y Canicia de Franchi (Madrid, baut. el 25 de marzo de 1819[4]-14 de diciembre de 1888), IV conde de Casa Rojas,[4] VII marqués del Bosch de Arés, grande de España,[5] IV conde de Torrellano[6] y senador vitalicio.[4]

Casó, el 4 de octubre de 1841, con María del Rosario Galiano y Enríquez de Navarra (m. 1895). Le sucedió su hijo:
- José María de Rojas y Galiano (Alicante, 25 de octubre de 1850-11 de julio de 1908), V conde de Casa Rojas, VIII marqués del Bosch de Arés, grande de España,[5] V conde de Torrellano, diputado a Cortes y senador por derecho propio.[6]

Casó, en Murcia, el 15 de octubre de 1885, con Mariana Moreno y Pérez de Vargas (1862-1928). Le sucedió su hijo, por real orden del 12 de febrero de 1909:
- José de Rojas y Moreno (Alicante, 18 de diciembre de 1893-1973), VI conde de Casa Rojas.

Le sucedió su sobrina, hija de su hermano Carlos de Rojas y Moreno (n. en 1891), XI marqués de Beniel y de su esposa María Teresa Roca de Togores y Pérez del Pulgar, hija de Alfonso Roca de Togores y Aguirre-Solarte I marqués de Alquibla, y de María de las Angustias Pérez del Pulgar, y nieta de Mariano de las Mercedes Roca de Togores y Carrasco I marqués de Molins y I vizconde de Rocamora:
- María Teresa de Rojas y Roca de Togores (n. en 1929), VII condesa de Casa Rojas,[7] XII y XIV marquesa de Beniel, XI marquesa del Bosch de Arés, grande de España,[5] VII condesa de Torrellano, por suceder a su tío Miguel de Rojas y Moreno (1884-1936), IX marqués del Bosch de Arés y VI conde de Torrellano.

Casó, el 7 de enero de 1958, con Alfonso de Borbón y Caralt (m. noviembre de 2018), III marqués de Squilache y V marqués de Balboa.